# Liste der Naturdenkmale in Trebbin

Wappen von Trebbin

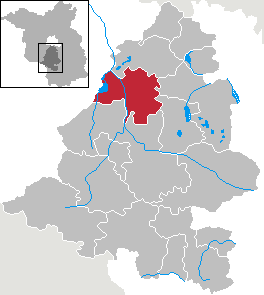
Lage von Trebbin

Die Liste der Naturdenkmale in Trebbin enthält alle Naturdenkmale der brandenburgischen Stadt Trebbin und ihrer Ortsteile, welche durch Rechtsverordnung geschützt sind. Naturdenkmäler sind Einzelschöpfungen der Natur, deren Erhaltung wegen ihres beeindruckenden Aussehen, ihrer Seltenheit, ihren Alter oder ihrer Eigenart sowie ihrer ökologischen, wissenschaftlichen, geschichtlichen, volks- oder heimatkundlichen Bedeutung im öffentlichen Interesse liegt oder den Landschaftsraum prägen. Grundlage sind die Veröffentlichungen des Landkreises Teltow-Fläming, wo durch die entsprechenden staatlichen Behörden per Rechtsverordnung oder Gesetz die Naturdenkmale festgesetzt wurden. Dabei wird durch die Festsetzung in 4 verschiedene Kategorien unterschieden:
- Bäume – „Bäume, Baumreihen, Baumgruppen, Alleen, Relikte natürlicher Wälder“[3]
- Findlinge[4]
- Naturdenkmal nass – „Hohlformen, Quellen/Salzaustritte, Moore, Moorseen, Feuchtwiesen, natürliche Bachläufe“[5]
- Naturdenkmal trocken – „Erosionsrinnen, Trockentäler, Dünen, Trockenhänge, Heiden, Erdfälle, Trockenrasen“[6]

## Legende
In den Spalten befinden sich folgende Informationen:
- Nr.: Identifizierungsnummer nach veröffentlichter Liste. Sie wird von der unteren Naturschutzbehörde des Landkreises oder der kreisfreien Stadt vergeben. Wenn sie bekannt ist, wird sie angegeben. In dieser Spalte kann sich zusätzlich das Wort Wikidata befinden, der entsprechende Link führt zu Angaben zu diesem Naturdenkmal bei Wikidata.
- Bezeichnung: Benennung des Naturdenkmals, in der Regel wird bei Bäume die Baumart genannt. Bekannte Eigennamen werden mit angegeben.
- Gemarkung: Ort oder Gemarkung, in der sich das Naturdenkmal befindet
- Lage: Nennt die Lage des Naturdenkmals im jeweiligen Ortsteil und die geografischen Koordinaten des Naturdenkmals. Link zu einem Kartenansichtstool, um Koordinaten zu setzen. In der Kartenansicht sind Naturdenkmale ohne Koordinaten mit einem roten beziehungsweise orangen Marker dargestellt und können in der Karte gesetzt werden. Denkmale ohne Bild sind mit einem blauen bzw. roten Marker gekennzeichnet, Denkmale mit Bild mit einem grünen beziehungsweise orangen Marker.
- Beschreibung: die Beschreibung des Naturdenkmales
- Schutzzweck: Erläutert den Grund der Unterschutzstellung
- Bild: Zeigt ein Bild des Naturdenkmales und gegebenenfalls ein Link zu weiteren Fotos im Medienarchiv Wikimedia Commons

## Blankensee

### Bäume
| Bild | Bezeichnung                                           | Lage | Beschreibung | Schutzzweck                                                                                                  | Nummer                                  |
| ---- | ----------------------------------------------------- | --- | ------------ | --- | --------------------------------------- |
| BW   | Zwei Maulbeerbäume (Morus spec.) (Baumreihe – Relikt) | Blankensee, 0,1 km N Kirche, am Friedhof; Flur 1, Flurstück 54/1 (52° 14′ 26,1″ N, 13° 7′ 27,6″ O)                                      |              | Eigenart (Alter, Größe), Schönheit (Ortsbild), landeskundliche Gründe                                        | Blattnummer: 351, Registernummer: B0099 |
| BW   | Maulbeere (Morus spec.) (Allee)                       | Blankensee, 0,6 km NO Kirche („Maulbeerallee“); Flur 3; 4, Flurstück 144, 146, 166, 184, 185, 188; 69 (52° 14′ 29,1″ N, 13° 7′ 54,7″ O) | 15 Bäume     | Eigenart (Alter), Schönheit (Ortsbild), Wissenschaftliche Bedeutung (Dendrologie), Landeskundliche Bedeutung | Blattnummer: 349, Registernummer: B0100 |
| BW   | Schwarzpappel (Populus nigra) (Baum)                  | Blankensee, Westufer Seechen; Flur 1, Flurstück 125/2 (52° 14′ 34,2″ N, 13° 7′ 6,3″ O)                                                  |              | wissenschaftliche Gründe (Dendrologie), Seltenheit                                                           | Blattnummer: 350, Registernummer: B0941 |

## Christinendorf

### Bäume
| Bild                                    | Bezeichnung              | Lage                                                                                        | Beschreibung | Schutzzweck                                   | Nummer                                  |
| --------------------------------------- | ------------------------ | ------------------------------------------------------------------------------------------- | ------------ | --------------------------------------------- | --------------------------------------- |
| Direkt Bild zu diesem Denkmal hochladen | Walnussbaum (Baum)       | Christinendorf, Pfarrhaus; Flur 2, Flurstück 211 (52° 12′ 50,7″ N, 13° 16′ 46,4″ O)         | ehemalig     | Eigenart (Alter)                              | Blattnummer: 413, Registernummer: B0789 |
| Weitere Bilder Fotos hochladen          | Zwei Eichen (Baumgruppe) | Christinendorf, N Kirchhof; Flur 2, Flurstück 219, 220/2 (52° 12′ 51,5″ N, 13° 16′ 43,3″ O) | ehemalig     | Eigenart (Alter, Größe), Schönheit (Ortsbild) | Blattnummer: 414, Registernummer: B0790 |

## Glau

### Bäume
| Bild                           | Bezeichnung                       | Lage                                                                                    | Beschreibung | Schutzzweck                                  | Nummer                                  |
| ------------------------------ | --------------------------------- | --------------------------------------------------------------------------------------- | ------------ | -------------------------------------------- | --------------------------------------- |
| Weitere Bilder Fotos hochladen | Eiche (Baum)                      | Glau, Anger; Flur 4, Flurstück 202 (hist. 185) (52° 14′ 24,8″ N, 13° 10′ 2″ O)          | ehemalig     | Eigenart (Alter), Schönheit (Ortsbild)       | Blattnummer: 422, Registernummer: B0213 |
| BW                             | Stieleiche (Quercus robur) (Baum) | Glau, Südhang des Kapellenberges; Flur 1, Flurstück 2 (52° 14′ 40,3″ N, 13° 8′ 22,7″ O) | ehemalig     | Eigenart (Alter, Ausbildungsform), Schönheit | Blattnummer: 353, Registernummer: B0214 |

## Großbeuthen

### Bäume
| Bild                                    | Bezeichnung                                         | Lage | Beschreibung | Schutzzweck                                                                               | Nummer                                  |
| --------------------------------------- | --------------------------------------------------- | --- | ------------ | ----------------------------------------------------------------------------------------- | --------------------------------------- |
| BW                                      | Korkbäume (Phellodendron amurense) (Baumgruppe)     | Großbeuthen, Straße nach Gröben, in der Kurve der K7232; Flur 2, Flurstück 139 (52° 16′ 0,7″ N, 13° 12′ 7″ O)                          | ehemalig     | Wissenschaftliche Bedeutung (Dendrologie)                                                 | Blattnummer: 356, Registernummer: B0714 |
| BW                                      | Flatterulme (Ulmus laevis) (Baum)                   | Großbeuthen, Trebbiner Straße an der Ostseite der Kirche; Flur 2, Flurstück 35, 34 (52° 15′ 1,8″ N, 13° 12′ 38,2″ O)                   |              | Eigenart (Alter, Größe, Ausbildungsform), Seltenheit                                      | Blattnummer: 357, Registernummer: B0715 |
| BW                                      | Flatterulme (Ulmus laevis) (Baum)                   | Großbeuthen, Dorfaue, Ecke Trebinner Straße – Thyrower Weg, Weg nach Thyrow; Flur 2, Flurstück 35 (52° 15′ 0″ N, 13° 12′ 40,8″ O)      |              | Eigenart (Alter, Größe), Schönheit (Ortsbild), Seltenheit                                 | Blattnummer: 361, Registernummer: B0716 |
| BW                                      | Zwei Turner-Eichen (Quercus x turneri) (Baumgruppe) | Großbeuthen, Eingangsbereich zur Berufsschule; Flur 4, Flurstück 112, 143 (hist. 113) (52° 14′ 57,5″ N, 13° 12′ 42,9″ O)               |              | Eigenart (Ausbildungsform), Seltenheit (lokal), Wissenschaftliche Bedeutung (Dendrologie) | Blattnummer: 360, Registernummer: B0778 |
| Direkt Bild zu diesem Denkmal hochladen | Ulme (Baum)                                         | Großbeuthen, Kleinbeuthen, 0,15 km S Ortsrand; Flur 1, Flurstück 36 ()                                                                 | ehemalig     | Eigenart (Alter, Größe), Schönheit (Landschaftsbild), Seltenheit                          | Blattnummer: 417, Registernummer: B0849 |
| BW                                      | Stieleiche (Quercus robur) (Baum)                   | Großbeuthen, bei der „Schäferei“, an der K 7232; Flur 2, Flurstück 36,11 (52° 15′ 38,9″ N, 13° 12′ 14,7″ O)                            |              | Eigenart (Alter, Größe)                                                                   | Blattnummer: 355, Registernummer: B0851 |
| BW                                      | Stieleiche (Quercus robur) (Baum)                   | Großbeuthen, 1,2 km NNW Kirche, Straße nach Klein_Beuthen, S „Schäferei“; Flur 2, Flurstück 39, 122 (52° 15′ 37,3″ N, 13° 12′ 10,4″ O) |              | Eigenart (Alter, Größe, Ausbildungsform)                                                  | Blattnummer: 359, Registernummer: B0852 |
| Direkt Bild zu diesem Denkmal hochladen | Drei Ulmen und zwei Platanen (Baumgruppe)           | Großbeuthen, Park der Berufsschule; Flur 4, Flurstück 112, 113 ()                                                                      | ehemalig     | Eigenart (Alter, Größe, Ausbildungsform), Seltenheit                                      | Blattnummer: 406, Registernummer: B0853 |
| BW                                      | Flatterulme (Ulmus laevis) (Baum)                   | Großbeuthen, Kleinbeuthen, 0,1 km S Ortsrand in kleinem Auwäldchen, Ringwall; Flur 1, Flurstück 41 (52° 15′ 29,9″ N, 13° 11′ 29,4″ O)  | ehemalig     | Eigenart (Alter, Größe), Seltenheit                                                       | Blattnummer: 354, Registernummer: B0854 |

## Klein Schulzendorf

### Bäume
| Bild                                    | Bezeichnung  | Lage                                                                                              | Beschreibung | Schutzzweck                                   | Nummer                                  |
| --------------------------------------- | ------------ | ------------------------------------------------------------------------------------------------- | ------------ | --------------------------------------------- | --------------------------------------- |
| Direkt Bild zu diesem Denkmal hochladen | Eiche (Baum) | Klein-Schulzendorf, 1,6 km N Ortsmitte, Geländekante O Talgraben; Flur 2, Flurstück 18, 31, 17 () | ehemalig     | Eigenart (Alter), Schönheit (Landschaftsbild) | Blattnummer: 429, Registernummer: B0216 |

## Kliestow

### Bäume
| Bild                                    | Bezeichnung  | Lage                                             | Beschreibung | Schutzzweck          | Nummer                                  |
| --------------------------------------- | ------------ | ------------------------------------------------ | ------------ | -------------------- | --------------------------------------- |
| Direkt Bild zu diesem Denkmal hochladen | Eiche (Baum) | Kliestow, Dorfanger; Flur 2, Flurstück 53, 43 () | ehemalig     | Schönheit (Ortsbild) | Blattnummer: 424, Registernummer: B0891 |

## Lüdersdorf

### Bäume
| Bild                                    | Bezeichnung               | Lage                                                                                        | Beschreibung | Schutzzweck                                   | Nummer                                  |
| --------------------------------------- | ------------------------- | ------------------------------------------------------------------------------------------- | ------------ | --------------------------------------------- | --------------------------------------- |
| Fotos hochladen                         | Ulme (Baum)               | Lüdersdorf, Ortskern, vor Haus Nr. 13; Flur 2, Flurstück 69 (52° 11′ 7″ N, 13° 17′ 19,3″ O) | ehemalig     | Eigenart (Alter, Größe), Schönheit (Ortsbild) | Blattnummer: 436, Registernummer: B0223 |
| Direkt Bild zu diesem Denkmal hochladen | Eiche (Baum)              | Lüdersdorf, Ortskern, N-Teil Dorfanger, Spielplatz; Flur 2, Flurstück 69 ()                 | ehemalig     | Schönheit (Ortsbild)                          | Blattnummer: 430, Registernummer: B0224 |
| Direkt Bild zu diesem Denkmal hochladen | Ulme (Baum)               | Lüdersdorf, Ortskern, vor Haus Nr. 16; Flur 2, Flurstück 69 ()                              | ehemalig     | Eigenart (Alter, Größe), Schönheit (Ortsbild) | Blattnummer: 428, Registernummer: B0229 |
| Direkt Bild zu diesem Denkmal hochladen | Eiche (Baum)              | Lüdersdorf, Ortskern, S-Teil Dorfanger; Flur 2, Flurstück 69 ()                             | ehemalig     | Schönheit (Ortsbild)                          | Blattnummer: 427, Registernummer: B0230 |
| Fotos hochladen                         | Ulme (Ulmus spec.) (Baum) | Lüdersdorf, Ortskern, vor Haus Nr. 8; Flur 2, Flurstück 8 (52° 11′ 9,2″ N, 13° 17′ 11,7″ O) | ehemalig     | Eigenart (Alter, Größe), Schönheit (Ortsbild) | Blattnummer: 363, Registernummer: B0373 |

## Märkisch Wilmersdorf

### Bäume
| Bild                                    | Bezeichnung                                         | Lage | Beschreibung | Schutzzweck                                                                                       | Nummer                                  |
| --------------------------------------- | --------------------------------------------------- | --- | ------------ | ------------------------------------------------------------------------------------------------- | --------------------------------------- |
| Direkt Bild zu diesem Denkmal hochladen | Kastanienallee im Park Märkisch-Wilmersdorf (Allee) | Märkisch Wilmersdorf, 0,4 km N Kirche, N-Rand des Parkes, parallel Wietstocker Weg; Flur 2, Flurstück 75 ()        | ehemalig     | Eigenart (Alter, Ausbildungsform), Schönheit (Landschaftsbild), Landeskundliche Bedeutung         | Blattnummer: 410, Registernummer: B0486 |
| Direkt Bild zu diesem Denkmal hochladen | Ahornallee (Allee)                                  | Märkisch Wilmersdorf, Straße nach Thyrow; Flur 1, 2, Flurstück 146 (hist. 105/5) bzw. 98 ()                        | ehemalig     | Schönheit (Landschaftsbild), Wissenschaftliche Bedeutung (Dendrologie), Landeskundliche Bedeutung | Blattnummer: 405, Registernummer: B0576 |
| BW                                      | Linde (Tilia spec.)                                 | Märkisch Wilmersdorf, Dorfplatz, westlich Kirche; Flur 3, Flurstück 178 (52° 14′ 31,3″ N, 13° 17′ 27,3″ O)         |              | Eigenart (Alter, Schönheit)                                                                       | Blattnummer: 365, Registernummer: B0913 |
| BW                                      | Maulbeere (Morus spec.)                             | Märkisch Wilmersdorf, Friedhofsmauer, südlich Kirche; Flur 3, Flurstück 18, 178 (52° 14′ 31,4″ N, 13° 17′ 28,5″ O) |              | Eigenart (Alter, Größe), Schönheit (Ortsbild), landeskundliche Gründe                             | Blattnummer: 366, Registernummer: B0915 |

### Naturdenkmal Trocken
| Bild | Bezeichnung             | Lage | Beschreibung | Schutzzweck                   | Nummer                                 |
| ---- | ----------------------- | --- | ------------ | ----------------------------- | -------------------------------------- |
| BW   | Birkhorst (Trockenhang) | Trebbin und Märkisch Wilmersdorf, 2,5 km SWS Kirche, inmitten großflächiger Acker- und Grünlandbereiche; Flur 3 und 6, Flurstück 27-33 und 39-44 (52° 13′ 51,5″ N, 13° 15′ 31,5″ O) |              | Naturgeschichtliche Bedeutung | Blattnummer: 14, Registernummer: T0374 |

## Schönhagen

### Bäume
| Bild                                    | Bezeichnung            | Lage                                                                                              | Beschreibung | Schutzzweck                                            | Nummer                                  |
| --------------------------------------- | ---------------------- | ------------------------------------------------------------------------------------------------- | ------------ | ------------------------------------------------------ | --------------------------------------- |
| Direkt Bild zu diesem Denkmal hochladen | Eiche (Baum)           | Schönhagen, 0,8 km WNW Ortsmitte, am ehemaligen Schollhof; Flur 4, Flurstück 298 (hist. 222/3) () | ehemalig     | Eigenart (Alter)                                       | Blattnummer: 409, Registernummer: B0096 |
| Direkt Bild zu diesem Denkmal hochladen | Kastanienallee (Allee) | Schönhagen, 0,3 km S Ortsmitte, Weg zum Schloss; Flur 4, Flurstück 312, 313 (hist. 128) ()        | ehemalig     | Schönheit (Landschaftsbild), Landeskundliche Bedeutung | Blattnummer: 419, Registernummer: B0098 |

## Stangenhagen

### Bäume
| Bild                                    | Bezeichnung                       | Lage | Beschreibung | Schutzzweck                                                                                   | Nummer                                  |
| --------------------------------------- | --------------------------------- | --- | ------------ | --------------------------------------------------------------------------------------------- | --------------------------------------- |
| Direkt Bild zu diesem Denkmal hochladen | Lindenallee (Allee)               | Stangenhagen, Dorfanger, Ortskern; Flur 3, Flurstück 347 (hist. 18/4) ()                                                              | ehemalig     | Eigenart (Alter), Schönheit (Ortsbild)                                                        | Blattnummer: 433, Registernummer: B0217 |
| Direkt Bild zu diesem Denkmal hochladen | Zwei Linden (Baumgruppe)          | Stangenhagen, Kirche; Flur 3, Flurstück 15/1 ()                                                                                       | ehemalig     | Eigenart (Alter), Schönheit (Ortsbild)                                                        | Blattnummer: 434, Registernummer: B0218 |
| Direkt Bild zu diesem Denkmal hochladen | Eiche (Baum)                      | Stangenhagen, Ahrensdorf, 2,2 km W Ortsrand, Str. nach Hennickendorf, S Abzweig nach Schönhagen; Flur 2, Flurstück 310 (hist. 211) () | ehemalig     | Schönheit (Landschaftsbild)                                                                   | Blattnummer: 431, Registernummer: B0219 |
| BW                                      | Maulbeere (Morus spec.) (Baum)    | Stangenhagen, Friedhof, nördliche Begrenzungsmauer, mittig; Flur 3, Flurstück 15/1 (52° 12′ 39,1″ N, 13° 5′ 58″ O)                    |              | Eigenart (Alter, Größe, Ausbildungsform), Schönheit (Landschaftsbild), landeskundliche Gründe | Blattnummer: 371, Registernummer: B0942 |
| BW                                      | Stieleiche (Quercus robur) (Baum) | Stangenhagen, Mühlenweg; Flur 1, Flurstück 137/1 (52° 12′ 37,3″ N, 13° 6′ 8,9″ O)                                                     |              | Eigenart (Alter, Größe, Ausbildungsform), Schönheit (Landschaftsbild)                         | Blattnummer: 428, Registernummer: B0951 |

## Trebbin

### Bäume
| Bild                                    | Bezeichnung               | Lage | Beschreibung | Schutzzweck                            | Nummer                                  |
| --------------------------------------- | ------------------------- | --- | ------------ | -------------------------------------- | --------------------------------------- |
| Direkt Bild zu diesem Denkmal hochladen | Drei Eichen (Baumgruppe)  | Trebbin, Bahnhofstraße, N Bahnhofsgebäude; Flur 8, Flurstück 285/5 ()                                    | ehemalig     | Eigenart (Größe), Schönheit (Ortsbild) | Blattnummer: 418, Registernummer: B0893 |
| BW                                      | Ulme (Ulmus spec.) (Baum) | Trebbin, Friedrichshof, am Abzweig von B 101; Flur 2, Flurstück 263, 33 (52° 13′ 9,4″ N, 13° 13′ 3,5″ O) |              | Eigenart (Alter, Größe), Seltenheit    | Blattnummer: 372, Registernummer: B0894 |

## Wiesenhagen

### Bäume
| Bild                                    | Bezeichnung  | Lage                                                             | Beschreibung | Schutzzweck          | Nummer                                  |
| --------------------------------------- | ------------ | ---------------------------------------------------------------- | ------------ | -------------------- | --------------------------------------- |
| Direkt Bild zu diesem Denkmal hochladen | Eiche (Baum) | Wiesenhagen, Dorfanger, an der B 101; Flur 1, Flurstück 334/4 () | ehemalig     | Schönheit (Ortsbild) | Blattnummer: 423, Registernummer: B0220 |